# Canthigaster papua
Canthigaster papua är en fiskart som först beskrevs av Pieter Bleeker 1848.  Canthigaster papua ingår i släktet Canthigaster och familjen blåsfiskar. Inga underarter finns listade.